# Jaymes Mansfield
James Jeffrey Wirth (nascut el 19 de febrer de 1990), més conegut com a Jaymes Mansfield, és un drag queen i personatge de televisió nord-americà, famòs per competir a la novena temporada de RuPaul's Drag Race i interpretar el paper de Delia Von Whitewoman a la pel·lícula The Bitch Who Stole Christmas.

## Primers anys de vida
Wirth va actuar com a titellaire, artista visual i més tard drag queen a Milwaukee, el 2016 va ser seleccionada per aparèixer a RuPaul's Drag Race.

## Carrera
Jaymes Mansfield va ser anunciat com un dels 14 concursants de la novena temporada de RuPaul's Drag Race el 2 de febrer de 2017. Després d'estar fora de perill a l'episodi un, va ser col·locada entre les dues darreres del segon episodi amb Kimora Blac i va perdre la sincronització de llavis de la cançó "Love Shack" de The B-52's, convertint-se en la primera reina eliminada. Va aparèixer com a convidada per al primer repte de l'estrena de la desena temporada de Drag Race. Va fer una altra aparició a la final en directe de la temporada 11 amb altres antics concursants. El 2022, Mansfield va tornar al programa com a convidat al 5è episodi de la 14a temporada, juntament amb Tempest DuJour i Kahmora Hall.
Mansfield va crear un canal de YouTube el 2013, on penja vídeos amb freqüència. A la seva sèrie en curs Drag Herstory, explica la història de les drag queens i la cultura de drag. El primer episodi estava disponible el 29 de maig de 2016.
El 2 de setembre de 2019, Mansfield va llançar la seva pròpia empresa de perruques.
El 2021, Mansfield també va aparèixer al programa de qüestionaris de lluita lliure de YouTube "Quizzlemania" i va guanyar aquest qüestionari una vegada.

## Premis i nominacions
| Curs | Òrgan premiador | Categoria               | Personatge   | Resultats  |
| ---- | --------------- | ----------------------- | ------------ | ---------- |
| 2022 | Premis WOWIE    | Breakout Stars del 2022 | Ella mateixa | Guanyadora |